# El Ghedir
El Ghedir è un comune dell'Algeria, situato nella provincia di Skikda.